# فواز العيسى
فواز العيسى (مواليد 3 أبريل 1994) هو لاعب كرة قدم سعودي يلعب حالياً في نادي وج.

## مسيرة اللاعب
لعب في نادي الرياض و نادي السد و نادي الشرق و نادي وج.